# Мешка
Мешка (от руски: вещевой мешок) е проста военна раница, етимологията е думата е от руски мешок (бълг. чувал).
Представлява торба или малък чувал с пришита или прикрепена връв (или ремък, ремъци) към ъглите на дъното и завързвана на отвора на торбата. Конструкцията датира поне от XVII век. Обикновено се затваря със затягащ шнур (връв, ремък). Обичайният обем е около 30 литра.

## Характеристики
В сравнение с модерните раници мешката има както предимства, така и слабости.
Нейното предимство е преди всичко уникалната простота, която означава надеждност, дълготрайност, както и технологичност, последствията от коите са ниски разходи. В търговията на дребно армейската мешка струва 2 до 3 пъти по-малко от най-малката, най-евтината и проста градска раница.
Главен недостатък е некомфортността на торбата, която може да се подобри с използването на самар (рус. поняга).
Произхода на мешката е носенето на чувал с картофи с помощта на въженце, в ъглите на чувала се избутва по един картоф и се връзват двата края на въжето а на гърлото на чувала се прави обърната примка в средата на въжето.